# 田中正史
田中 正史（たなか まさぶみ、1928年7月1日 - 2010年3月19日）は、日本の作曲家。尚美学園ディプロマコースならびにピアノ科講師、早稲田大学特別科学研究所研究員。

## 略歴
大阪で事務用品製造工場の経営者の家庭に生まれる。3歳からピアノに親しみ、5歳から永井幸次にピアノのレッスンと音感教育を受ける。10歳の時、朝比奈隆の指揮でモーツァルトのピアノ協奏曲を演奏。戦時中は特攻隊志望で、少年航空隊に入隊し、高知の海軍航空隊で訓練を受けていたが敗戦後に復員する。
家業を継ぐことを父から期待されていたため大阪府立化学工業専門学校（現・大阪府立大学工学部）に進んだが志は音楽にあり、在学中はオーケストラのスコアを研究するとともにアルバイトでピアニストとして活動。同校在学中、井口基成の演奏会に圧倒されたことから井口への入門を決意し、山田康子のもとで基礎技術をやり直してから17歳で井口門下生となる。
のち、作曲の才能を井口に見出され、井口の紹介で深井史郎に作曲を師事、ピアニストから作曲家に転じる。モダンダンスの江口乙矢、法村友井バレエ団、松竹、NHK、民放各社で作曲を担当。
テレビ業界では関西弁を初めて劇伴=ドラマ伴奏の音符に載せ、また、ワールドミュージックと呼ばれる遥か以前より劇伴に民族楽器のアンサンブルを取り入れるなどのパイオニアとしても知られている。
大阪時代から近所に住んでいたよしみで榊莫山と親交があった。
工学者で筑波大学元副学長・名誉教授の南日康夫（南日恒太郎の孫）は、いとこの夫にあたる。

## 作品

### オペラ
- 『羽』

### バレエ
- グランドバレエ『進歩と調和』（1970年4月、大阪万博お祭り広場で、日本バレエ協会352人/日本芸術舞踊協会354人によって初演。）

### ピアノ音楽
- ピアノ三重奏曲ニ長調『ハイネス』

### テレビドラマ音楽
- 『うず潮』（1964年）
- 『横堀川』（1966年）
- 『みだれ髪』（1967年）
- 『信子とおばあちゃん』(1969年）
- 『かえだま人生』（1970年)
- 『浮世絵 女ねずみ小僧 第一シリーズ』（1971年）
- 『何処へ』（1973年）
- 『花ぐるま』（1974年）
- 『火の国に』（1976年）
- 『雲霧仁左衛門』（1979年）
- 『虹を織る』（1980年）
- 『事件ですよ!』（1981年）
- 『壬生の恋歌』（1983年）

### ラジオドラマ音楽
- 『日本沈没』

### アニメ
- 『黄金バット』（1967年）
- 『サスケ』（1968年）
- 『妖怪人間ベム』（1969年）

### 歌謡曲
- 『おばちゃんのブルース』（1969年12月 / 笑福亭仁鶴 (3代目)）
- 『世の中さかさま』（1970年11月 / 和田アキ子）

### NHKみんなのうた
- 『ピノキオの歌』（1962年 楠トシエ）
- 『ミスターシンセサイザー』（1980年 タモリ唄、作詞・作曲）
- 『ふたりは80才』（1986年 下條アトム、天地総子、東京放送児童合唱団 唄、作曲・編曲）

### NHK教育番組
- 『はたらくおじさん』(1961年)

### バラエティ番組
- 『アップダウンクイズ』（1963～75年、1979～83年に使用）

### CMソング
- 『ヴィックス』
- 『黄桜』（1961年 楠トシエ唄、作詞・作曲）

## 著書
- 『わが師井口基成 どてら姿のマエストロ』（ムジカノーヴァ、1997年）